# Jonathon Sharkey
Jonathon "The Impaler" Sharkey (ur. 2 kwietnia, 1964 w Elizabeth w stanie New Jersey jako John Albert Sharkey) - satanista, polityk i muzyk. Jako zawodowy zapaśnik i bokser występował pod pseudonimem Rocky "Hurricane" Flash.

## Życiorys
Założyciel Kościoła Wyznawców Lucyfera (Church of the Followers of Lucifer) i Partii Wampirów, Wiedźm i Pogan (The Vampires, Witches, and Pagans Party).
Startował w wyborach prezydenckich w USA w 2004 i 2008 roku. Sharkey zyskał rozgłos gdy publicznie zapowiedział, że po objęciu fotela prezydenta wbije na pal George'a W. Busha. Amerykańskie służby wywiadowcze wszczęły śledztwo w tej sprawie. Ubiegał się również o fotel gubernatora Minnesoty. Próbował zasiąść w Kongresie.